# Lelio Biscia
Lelio Biscia (Roma, 15 de junho de 1575 - Roma, 19 de novembro de 1638) foi um cardeal do século XVII.

## Biografia
Nasceu em Roma em 15 de junho de 1575. Segundo dos cinco filhos de Bernardino Biscia, advogado consistorial, e Vittoria Scapucci. De família romana que ascendeu à nobreza no século XVI e obteve o título de marquês na segunda metade do século XVII. Seu sobrenome também está listado como Piscia.
Estudou direito.
Advogado consistorial, 5 de julho de 1595. Referendário dos Tribunais da Assinatura Apostólica de Justiça e de Graça. Adquiriu, como era então costume, um clericado na Câmara Apostólica, em 28 de fevereiro de 1600. Governador de Civitaveccha, de 7 de janeiro de 1605 até 1606; e 7 de janeiro de 1609 até 1610. Prefeito da Annona , 9 de julho de 1614. Decano da Câmara Apostólica.
Criado cardeal diácono no consistório de 19 de janeiro de 1626; recebeu o chapéu vermelho e a diaconaria de Ss. Vito e Modesto, 9 de fevereiro de 1626. Optou pela diaconia de S. Maria in Cosmedin, 19 de dezembro de 1633. Optou pela ordem dos cardeais sacerdotes e pelo título de S. Maria del Popolo, 9 de fevereiro de 1637. Mecenas da literatura e grande colecionador de livros.
Morreu em Roma em 19 de novembro de 1638, depois de sofrer de erisipela durante sete dias, Roma. Sepultado no lado esquerdo do altar-mor da igreja de S. Francesco a Ripa, Roma.